# Persepolis Football Club
Il Persepolis Football Club (in persiano باشگاه فوتبال پرسپولیس‎), meglio noto come Persepolis, è una società calcistica iraniana di Teheran, sezione calcistica della polisportiva Persepolis Athletic and Cultural Club. Milita nella Lega professionistica del Golfo persico, la massima serie del campionato iraniano di calcio.
Fondato nel 1963 dal pugile Ali Abdo, il club milita nella massima divisione calcistica dell'Iran dal 1968. Nei primi anni di vita fu affiancato anche da squadre di bowling, pallacanestro e pallavolo. La polisportiva di cui fa parte il Persepolis FC è proprietà del Ministero per la Gioventù e lo Sport dell'Iran. In ambito nazionale ha vinto 16 campionati iraniani (record), 6 Coppe d'Iran e 4 Supercoppe d'Iran (record), mentre in ambito internazionale vanta la vittoria di una Coppa delle Coppe dell'AFC.
Dal 1973 disputa le partite casalinghe nell'imponente stadio Azadi, impianto da 90 000 posti, e vive una rivalità accesa con i concittadini dell'Esteghlal, con cui disputa la partita di calcio più seguita in Iran, il derby di Teheran. Secondo l'Asian Football Confederation (AFC) è la squadra con maggiore seguito di tifosi in Asia e in ambito continentale è la compagine che ha fatto registrare la più alta affluenza allo stadio per le partite interne, superando per quattro volte quota 100 000 spettatori in match di AFC Champions League.

## Storia

### Shahin F.C. (1942-1967)
Nel 1942, con l'aiuto di alcuni studenti, il medico Abbas Ekrami fondò lo Shahin, che come motto aveva: "Per prima cosa l'etica, per seconda l'istruzione, per terza lo sport". La squadra produsse molti talenti quali Parviz Dehdari, Masoud Boroumand, Homayoun Behzadi, Jafar Kashani, Hossein Kalani, Hamid Shirzadegan e altri giocatori che militarono nella nazionale iraniana. Questi calciatori resero lo Shahin una compagine popolare negli anni '60, ma tale fama fu vista come una minaccia dalla federazione calcistica dell'Iran e dal giornale Keihan Varzeshi, all'epoca il quotidiano sportivo più importante del paese. Il conflitto ben presto peggiorò e il 9 luglio 1967, due giorni dopo la vittoria per 3-0 dello Shahin contro il Tehranjavan, l'Organizzazione Sportiva Iraniana dichiarò la dissoluzione dello Shahin. L'affluenza di pubblico nei match di campionato calò e squadre come PAS, Rah Ahan e Oghab provarono a ingaggiare i calciatori dello Shahin.

### La nascita del Persepolis (1963-1969)

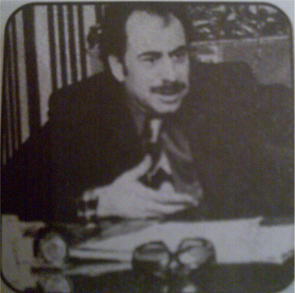
Ali Abdo, fondatore del Persepolis.

Nel 1963 il pugile Ali Abdo, tornato in Iran dopo i successi negli Stati Uniti d'America, fondò il Persepolis Athletic and Cultural Club. La sezione calcistica della polisportiva sorse nel 1968, sotto la guida dell'allenatore Parviz Dehdari. Parviz Dehdari e Masoud Boroumand riuscirono a conservare la maggior parte dei calciatori che militavano nel disciolto Shahin. La squadra, inizialmente piuttosto debole, si iscrisse alla seconda divisione nazionale. La stella della formazione di Teheran era Mahmoud Khordbin.
La squadra, che annoverava quattro giocatori transitati nello Shahin, disputò un'amichevole contro lo Jam Abadan, all'epoca squadra di tutto rispetto. Dopo l'incontro i rimanenti giocatori dello Shahin si unirono al Persepolis. Quell'anno non si svolse alcun campionato, dato che molte squadre erano state sciolte, quindi si tenne un torneo a 44 squadre. Il Persepolis si piazzò nella parte superiore della classifica insieme con PAS, Taj e Oghab.
L'anno seguente la squadra giocò in Thailandia il Campionato d'Asia per club 1969, prima edizione del massimo torneo continentale. Fu eliminata nella fase a gruppi.

### Coppa del Trono di Jamshid (1969-1979)
Nel 1962 era stata inaugurata l'industria automobilistica Iran National. Nel 1969 il capo dell'industria, Mahmoud Khayami, possessore di una squadra di calcio e grande tifoso del defunto Shahin, entrò in contatto con il Persepolis e riuscì ad ingaggiare tutti gli ex calciatori del Shahin tranne Aziz Asli e Mahmoud Khordbin, facendoli entrare nella rosa del Paykan, che quell'anno vinse il campionato, ma alla fine della stagione subì la perdita dei nuovi calciatori, che rientrarono al Persepolis.

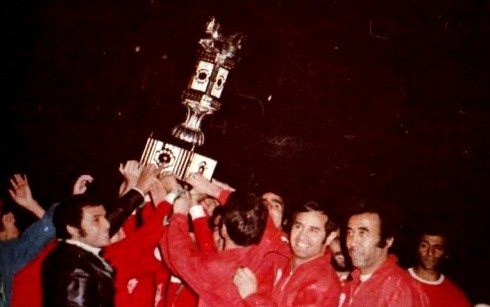
Il Persepolis che vinse la Coppa del Trono di Jamshid nel 1973.

Nel 1971 il Persepolis vinse il suo primo titolo nazionale. La stagione fu memorabile, con 13 vittorie e un pareggio in 14 giornate. Nel 1972 Abdo annunciò che il Persepolis era diventato il primo club professionistico dell'Iran. La squadra non giocò il campionato nazionale e fu attivo solo contro squadre estere, ma pochi mesi dopo tornò al livello dilettantistico. L'anno dopo fu istituita la Coppa del Trono di Jamshid, che nel 1973, nella sua prima edizione, fu vinta proprio dal Persepolis, che si ripeté nel 1975. La terza edizione del trofeo vide il Persepolis perdere solo 2 partite delle 30 giocate e divenire il club più titolato della Coppa del Trono di Jamshid, vinta per due volte, con tre secondi posti.

### Successo in condizioni difficili (1979-1990)
Con lo scoppio della rivoluzione Iraniana del 1979, Abdo tornò negli USA. Il Persepolis si aggiudicò la Coppa Espandi, ma si sfaldò e subì l'abbandono di molte bandiere. La proprietà del club fu sequestrata dalla Fondazione per i veterani e gli oppressi (persiano: بنیاد مستضعفان و جانبازان) e il club posto sotto il controllo del Dipartimento per l'educazione fisica (persiano: سازمان تربیت بدنی) dell'Iran.
Nel 1981 il Dipartimento per l'educazione fisica deliberò la modifica del nome del club, ma dirigenti, calciatori e tifosi si opposero al provvedimento. Per protesta la squadra non si presentò alla partita contro l'Homa valida per il campionato di Teheran e perse a tavolino per 3-0, dando il titolo all'Homa. Nel 1986 il club fu rilevato dalla Fondazione per i veterani e gli oppressi, che gli diede il nome di Azadi, "libertà" (in persiano: آزادی). I calciatori dichiararono che non avrebbero giocato per il club se il nome originale non fosse stato ripristinato. La squadra tornò dunque sotto il controllo del Dipartimento per l'educazione fisica. Il 16 febbraio 1987 il Dipartimento per l'educazione fisica rinominò il club Pirouzi, "vittoria" (persiano: پیروزی), con l'avallo dei calciatori, anche se i tifosi continuarono a chiamare la squadra Persepolis.
Il 10 aprile 2012 il presidente del club Mohammad Rouyanian annunciò ufficialmente la riadozione del nome Persepolis.
Negli anni '80 la squadra giocò solo nel campionato di Teheran e in vari tornei a eliminazione diretta. In questo periodo ebbe successo e mantenne la propria popolarità, vincendo il campionato di Teheran per cinque stagioni di fila sotto la guida del calciatore-allenatore Ali Parvin.

### Rivitalizzazione (1990-2001)
Gli anni '90 furono l'epoca d'oro del club di Teheran, che vinse quattro campionati, due Coppe dell'Iran e schierò molti calciatori di valore, godendo inoltre di un rinnovato supporto dei tifosi. In un dato momento del decennio ben sei giocatori del Persepolis furono titolari nella nazionale iraniana.
Nel 1995-1996 la squadra tornò al successo in campionato. Ad un certo punto della stagione si trovò con ben 10 punti di svantaggio sugli inseguitori del Bahman Karaj, ma riuscì a rimontare, conquistare la vetta della classifica e poi guadagnare un cospicuo vantaggio, assestatosi alla fine a quota 6 punti sulla seconda. Nel 1996-1997 rivinse il campionato, ottenendo sempre un vantaggio di 6 punti sulla rivale diretta. In ambito internazionale furono i sudcoreani del Pohang Steelers a spegnere i sogni di gloria degli iraniani nella semifinale del Campionato d'Asia per club, che il Persepolis chiuse al terzo posto, vincendo la "finalina" contro gli iracheni dell'Al-Zawraa.
La stagione seguente vide il Persepolis in buona forma, ma, a causa degli impegni nel Campionato d'Asia per club e il gran numero di nazionali in rosa, la squadra si ritirò dal campionato, fatto inconsueto nel calcio professionistico, dovuto anche alla mancanza di coordinamento tra la federcalcio iraniana e l'AFC nello stilare il programma delle partite. Il Persepolis, che così non poté gareggiare per vincere il terzo titolo di fila, non ebbe fortuna nel Campionato d'Asia per club, fermato in semifinale dai cinesi del Dalian Wanda e sconfitto anche nella finale per il terzo posto dall'Al-Hilal.
Le squadre di cui il Persepolis disponeva nel 1996-1997 e nel 1997-1998 sono reputate due delle migliori compagini iraniane di ogni epoca, ricche di nazionali iraniani e altri calciatori di valore come Ahmadreza Abedzadeh, Khodadad Azizi, Karim Bagheri, Ali Daei, Mehdi Mahdavikia, Mehrdad Minavand, Ali Karimi.
Dopo il campionato del mondo 1998 molti calciatori del Persepolis si trasferirono in Europa, ma la squadra fu in grado di mantenere un'intelaiatura di talento. In questa fase emersero Ali Karimi e Hamed Kavianpour, con cui la squadra vinse nel 1998-1999 il campionato iraniano e la Coppa dell'Iran, per poi ripetere il successo in campionato nel 1999-2000, annata in cui giunse terza nel Campionato d'Asia per club. Fu l'ultimo successo della formazione di Teheran nell'era della Azadegan League.
Negli anni '90 la maggior parte dei campionati furono vinti sotto la guida dell'allenatore Ali Parvin e del presidente Amirali Abedini.

### Nuovo millennio e Lega professionistica del Golfo persico (2000-oggi)

#### Albori del nuovo millennio (2001-2007)
Il Persepolis parve in grado di vincere nuovamente il campionato nella stagione 2000-2001, ma l'Esteghlal si presentò all'ultima giornata da capolista, con due punti di vantaggio sui rivali cittadini. Ciononostante, perdendo di misura in casa del Malavan, l'Esteghlal gettò alle ortiche il titolo, che andò al Persepolis, vittorioso di misura sul Fajr Sepasi e campione dell'Iran per un punto. La stagione 2001-2002, la prima dopo il cambio di denominazione del massimo campionato nazionale in Iran Pro League (IPL), vide il club confermarsi campione, mentre l'annata 2002-2003 fu più complicata e si concluse con il terzo posto, con un Persepolis mai impensierire seriamente i vincitori del Sepahan. Neanche in AFC Champions League le cose andarono bene, con l'eliminazione nella fase a gironi.
Con l'insediamento del presidente Akbar Ghamkhar si respirò un'aria nuova in seno al club. Furono resi pubblici gli stipendi di giocatori e dirigenti, per la collera di Parvin, il calciatore del club con il salario più alto. Ghamkhar ingaggiò il tecnico Vinko Begović e vari calciatori di sicuro affidamento. Nel 2003-2004 il Persepolis partì bene, ma calò di rendimento. Begović lasciò, dunque, la squadra al tedesco Rainer Zobel e Parvin tornò alla base come direttore tecnico. Nel 2004-2005 la squadra si piazzò quinta in campionato.
A Ghamkhar subentrò Hojatollah Khatib, che decise di puntare nuovamente su Parvin. I problemi finanziari dovuti alle spese scriteriate degli anni precedenti si fecero più acuti. Il Persepolis concluse la stagione 2005-2006 al nono posto, il peggiore piazzamento di sempre per il club. Nel febbraio 2006 Parvin lasciò nuovamente la squadra e dichiarò che non vi sarebbe mai più tornato, dopo la sconfitta interna per 2-4 contro il Fajr Sepasi. Al termine dell'incontro, Ali Parvin e i giocatori furono aspramente contestati dai tifosi dello stadio Azadi.
Khatib si dimise da presidente e al suo posto fu eletto Mohammad Hassan Ansarifard. Il norvegese Arie Haan, ingaggiato come allenatore, guidò i suoi fino alla finale della Coppa d'Iran 2005-2006, ma fu esonerato prima della stagione 2006-2007. Gli subentrò il turco Mustafa Denizli, ingaggiato il 17 agosto 2006. La finale di coppa, prima partita per Denizli, fu persa contro il Sepahan ai tiri di rigore. Fallirono dunque gli obiettivi di ottenere un introito per risanare il bilancio del club e la qualificazione all'AFC Champions League.
Non andò meglio la Coppa d'Iran dell'anno seguente, in cui, nel giugno 2007, il Persepolis fu fermato dal Sepahan in semifinale. Il campionato 2006-2007 si chiuse con il terzo posto e Denizli si dimise dopo le dimissioni del presidente Ansarifard, nel giugno 2007.

#### La presidenza Mostafavi (2007-2009)
Nel giugno 2007 alla presidenza ascese Habib Kashani, che volle Afshin Ghotbi come allenatore per il 2007-2008. Ghotbi promise di riportare la squadra al vertice del campionato e iniziò il nuovo torneo vincendo per 3-2 contro il Sanat Naft. Il club mantenne l'imbattibilità sino alla diciassettesima giornata, quando fu sconfitto per 2-1 dal Sepahan. Il 9 gennaio 2008 la corte disciplinare della federcalcio iraniana comminò al Sepahan cinque punti di penalizzazione a causa del ferimento di un militare ad opera di tifosi del Sepahan. La sanzione fu poi ridotta a tre punti, ma il Persepolis non poté approfittarne, dato che anch'esso fu penalizzato (di sei punti) per irregolarità nel pagamento degli stipendi di vari ex calciatori del club. Proseguì dunque il campionato rimanendo alle spalle del Sepahan. Verso la fine della stagione, Sheys Rezaei e Mohammad Reza Mamani furono espulsi dalla squadra per comportamento irriguardoso nei confronti degli altri calciatori, dell'allenatore e dei dirigenti e per motivi extracalcistici. Habib Kashani e Mahmoud Khordbin furono colpiti da attacco di cuore. Frattanto il Persepolis riuscì a ridurre da sette a due lo svantaggio dal Sepahan. L'ultima giornata vide il Persepolis sconfiggere il Sepahan grazie ad un gol di Sepehr Heidari al 96º minuto di gioco di fronte a 110 000 spettatori accorsi allo stadio Azadi. Nel 2007-2008 la squadra vinse così il suo secondo titolo dall'avvento della IPL e si aggiudicò un posto nella AFC Champions League dell'anno successivo. Inoltre fu eletta squadra iraniana dell'anno e Afshin Ghotbi e Mohsen Khalili si aggiudicarono i titoli di allenatore e giocatore dell'anno del campionato iraniano.
Il contratto di Ghotbi giunse a scadenza e il suo vice Hamid Estili sembrò destinato a succedergli, ma, a causa di conflitti con il Dipartimento iraniano per l'educazione fisica, il presidente Kashani e altri dirigenti si dimisero. La presidenza passò dunque a Dariush Mostafavi, che dichiarò di volere il ritorno di Ghotbi. Le trattative ebbero successo e il 4 luglio 2008 Ghotbi firmò un biennale con il club della capitale. Ciononostante, a causa di problemi con Mostafavi, egli si dimise già il 19 novembre 2008, commosso per l'affetto del pubblico, che gli aveva assegnato il soprannome di "imperatore". Dopo una serie di sconfitte, Ghotbi lasciò, infatti, la squadra per assumere la guida della nazionale iraniana.
Nel 2009 la combinazione di errori di gestione, errori nella scelta degli allenatori e acquisto di giocatori di scarso valore causò un periodo di crisi per la squadra. Dopo le dimissioni di Ghotbi, fu nominato allenatore ad interim il suo assistente, Afshin Peyrovani, in sella per undici giornate di Iran Pro League prima di essere sostituito dal portoghese Nelo Vingada, rimasto in carica sino alla fine della stagione e poi esonerato.
Il 1º luglio 2009 fu Zlatko Kranjčar, con contratto biennale, ad assumere le redini della squadra. Malgrado potesse disporre di buoni giocatori come Karim Bagheri, Misagh Memarzadeh, Sepehr Heidari, Shpejtim Arifi e Sheys Rezaei, il Persepolis visse settimane di insuccessi all'inizio del campionato e Kashani esonerò l'allenatore il 25 settembre, dopo la sconfitta con il Paykan, ma cinque giorni dopo, supportato dalla commissione tecnica, il croato tornò in sella con un contratto a tempo, valido per metà stagione. La sua gestione durò fino al 28 dicembre 2009.

#### Le gestioni Ali Daei inframmezzate da cambi tecnici (2009-2015)

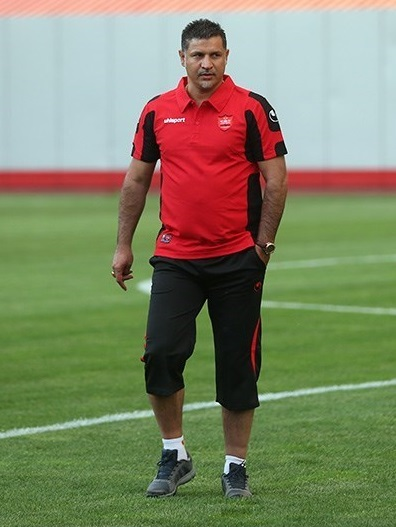
Ali Daei, alla guida del Persepolis dal 2009 al 2011 e dal 2013 al 2015.

Fu Ali Daei, leggenda del calcio iraniano, a subentrare a Kranjčar. La stagione 2009-2010 si concluse con il quarto posto in campionato e la vittoria della Coppa d'Iran, grazie al successo per 4-1 (tra andata e ritorno) in finale contro il Gostaresh Foulad di Tabriz. Il Persepolis si qualificò dunque all'AFC Champions League 2011.

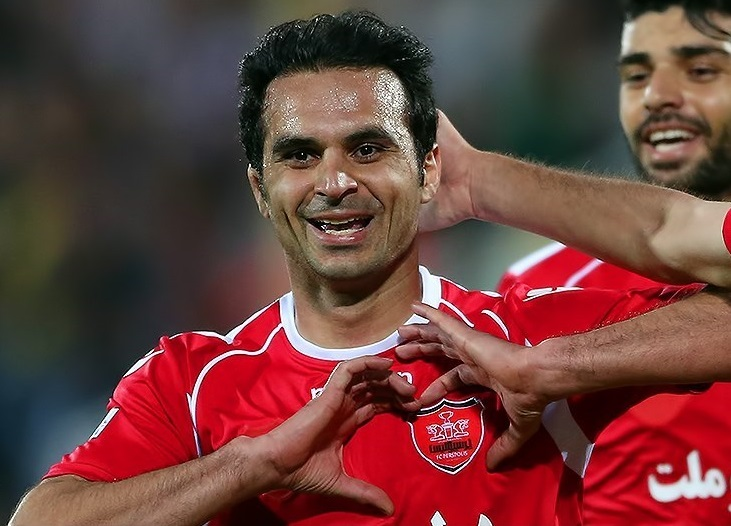
Hadi Norouzi, scomparso a 30 anni nel 2015.

Nel 2010-2011 la squadra si piazzò ancora quarta in campionato e fu eliminata dall'AFC Champions League nella fase a gruppi. Vinse, però, nuovamente la Coppa d'Iran superando di seguito Sepahan, Foulad e Malavan. Per la prima volta dopo tredici anni, il club riuscì a vincere due trofei in due stagioni consecutive. La commissione tecnica individuò il successore del dimissionario Ali Daei in Hamid Estili.
Dal 2011 al 2013, in sole due stagioni, si alternarono sulla panchina della squadra ben quattro allenatori: Hamid Estili, Mustafa Denizli, Manuel José e Yahya Golmohammadi. Quest'ultimo condusse il Persepolis alla finale della Coppa d'Iran 2012-2013, persa contro il Sepahan ai tiri di rigore. Al termine dell'incontro il tecnico si dimise.
Daei tornò in sella con contratto triennale prima della stagione 2013-2014. Il secondo posto con 55 punti, 2 di distanza dalla capolista Foolad, consentì al club di qualificarsi nuovamente all'AFC Champions League dopo due anni di assenza. L'avvio negativo della stagione 2014-2015 determinò, con la squadra al nono posto, l'esonero di Daei e l'arrivo di Hamid Derakhshan.

#### La gestione Ivanković (2015-2019)
Il 5 aprile 2015 l'allenatore Hamid Derakhshan si dimise e fu rimpiazzato l'indomani dal croato Branko Ivanković, che il 15 maggio vinse il derby di Teheran contro l'Esteghlal per 1-0. Il 19 maggio il Persepolis sconfisse per 1-0 l'Al-Hilal nell'andata degli ottavi di finale di AFC Champions League, ma poi perse per 3-0 al ritorno e fu eliminato.
Dopo la partenza di Mohammad Nouri, per la stagione 2015-2016 fu nominato capitano Hadi Norouzi. Nella finestra estiva del calciomercato, il club fu molto attivo, ingaggiando Ramin Rezaeian, il croato Luka Marić e l'honduregno Jerry Bengtson. Il 1º ottobre 2015 Norouzi morì nel sonno all'età di 30 anni a causa di un arresto cardiaco, destando un forte shock nel mondo del calcio iraniano. Il Persepolis inanellò una serie di risultati positivi, portandosi a metà della stagione tra le prime tre della classifica. Dopo una vittoria per 4-2 in casa contro l'Esteghlal nel derby cittadino, la squadra si issò al primo posto. La sconfitta contro il Naft Teheran, subita il 28 aprile 2016, fece scivolare il Persepolis al terzo posto, ma la successiva vittoria contro il Gostaresh Foulad la fece salire al secondo posto, dietro l'Esteghlal per una peggiore differenza reti. Il 13 maggio 2016, pur vincendo all'ultima giornata contro il Rah Ahan, il Persepolis non riuscì a vincere il titolo, dato che anche l'Esteghlal vinse la propria partita, laureandosi campione.
Per la stagione 2016-2017 il Persepolis aggiunse all'organico Alireza Beiranvand, Jalal Hosseini e Vahid Amiri. Iniziò la stagione in modo positivo e non scese mai sotto il terzo posto, stabilendo i record di minimo di gol subiti e di punti ottenuti dopo 17 giornate di campionato. Il 15 aprile 2017 si laureò campione d'Iran con tre giornate d'anticipo. Vincendo contro il Machine Sazi, si aggiudicò, infatti, il terzo titolo di Lega professionistica del Golfo persico, il decimo in totale dalla fondazione della massima serie iraniana. Nella stagione 2017-2018 si confermò campione e vinse la Supercoppa d'Iran.
Il 30 maggio 2017, battendo i qatarioti dell'Al-Duhail per 1-0, si qualificò per i quarti di finale della AFC Champions League: mai il Persepolis era giunto così in fondo nella competizione. Sconfiggendo per 5-3 tra andata e ritorno i sauditi dell'Al-Ahli, avanzò alle semifinali, dove fu sconfitto per 6-2 tra andata e ritorno dai sauditi dell'Al-Hilal. Nella stagione 2018 il Persepolis fece ancora meglio, raggiungendo la finale di AFC Champions League, persa contro i giapponesi del Kashima Antlers (sconfitta per 2-0 in Giappone e pareggio a reti inviolate a Teheran). 
Nel 2018-2019 il Persepolis coronò una memorabile annata con il treble domestico, aggiudicandosi il campionato per la terza volta consecutiva e la coppa nazionale e, di conseguenza, automaticamente la supercoppa nazionale.

#### Calderón e il ritorno di Golmohammadi (dal 2019)
Nel luglio 2019 ad Ivanković subentrò l'argentino Gabriel Calderón, che si dimise nel gennaio 2020 a causa dei problemi finanziari del club, malgrado la squadra occupasse la vetta della classifica del campionato. A subentrargli fu il rientrante Yahya Golmohammadi, che, nell'annata segnata dai disagi provocati dalla pandemia di COVID-19, guidò i suoi al quarto titolo di fila, ottenuto con quattro giornate di anticipo, e alla finale dell'AFC Champions League 2020, persa per 2-1 contro i sudcoreani dell'Ulsan HD. Nel giugno 2021 la squadra vinse per la quarta volta di fila la Supercoppa d'Iran, battendo per 1-0 il Tractor; un mese dopo si aggiudicò il quinto titolo nazionale consecutivo. 

## Cronistoria
| Stagione  | Campionato      | Campionato                                        | Campionato                                        | Campionato                                        | Campionato                                        | Campionato                                        | Campionato                                        | Campionato                                        | Campionato                                        | Coppa d'Iran                    | Coppe asiatiche                         | Altre                  | Capocannoniere del campionato | Capocannoniere del campionato | Allenatore              | Affluenza di picco |
| Stagione  | Divisione       | G                                                 | V                                                 | N                                                 | P                                                 | RF                                                | RS                                                | Pt.                                               | Pos                                               | Coppa d'Iran                    | Coppe asiatiche                         | Altre                  | Nome                          | Gol                           | Allenatore              | Affluenza di picco |
| --------- | --------------- | ------------------------------------------------- | ------------------------------------------------- | ------------------------------------------------- | ------------------------------------------------- | ------------------------------------------------- | ------------------------------------------------- | ------------------------------------------------- | ------------------------------------------------- | ------------------------------- | --------------------------------------- | ---------------------- | ----------------------------- | ----------------------------- | ----------------------- | ------------------ |
| 1968-69   | ACCQ            | 4                                                 | 3                                                 | 1                                                 | 0                                                 | 6                                                 | 1                                                 | 7                                                 | 1°                                                |                                 | Fase a gironi del Camp. d'Asia per club | Finalista THC          |                               | Dehdari                       |                         |                    |
| 1969-70   | TFL             | 15                                                | 5                                                 | 2                                                 | 8                                                 | 19                                                | 24                                                | 12                                                | 11°                                               |                                 |                                         |                        |                               | Faramarzi                     |                         |                    |
| 1970-71   | Loc             | 4                                                 | 2                                                 | 0                                                 | 2                                                 | 10                                                | 6                                                 | 4                                                 | 3°                                                | Hossein Kalani                  | 7                                       | Fekri                  |                               |                               |                         |                    |
| 1970-71   | TFL             | 14                                                | 10                                                | 4                                                 | 0                                                 | 25                                                | 3                                                 | 24                                                | 2°                                                |                                 |                                         | Fekri                  |                               |                               |                         |                    |
| 1971-72   | Loc             | 14                                                | 13                                                | 0                                                 | 1                                                 | 45                                                | 6                                                 | 26                                                | 1°                                                |                                 | Kalani e Iranpak                        | 11                     | Rogers                        |                               |                         |                    |
| 1971-72   | TFL             | 15                                                | 10                                                | 5                                                 | 0                                                 | ?                                                 | ?                                                 | 25                                                | 1°                                                |                                 |                                         |                        | Rogers                        |                               |                         |                    |
| 1972-73   | TFL             | 15                                                | 5                                                 | 4                                                 | 6                                                 | 12                                                | 15                                                | 14                                                | 9°                                                |                                 |                                         |                        | Rogers                        |                               |                         |                    |
| 1973-74   | TJC             | 22                                                | 15                                                | 7                                                 | 0                                                 | 46                                                | 4                                                 | 37                                                | 1°                                                | Kalani e Iranpak                | 8                                       |                        | Rogers                        |                               |                         |                    |
| 1974-75   | TJC             | 22                                                | 12                                                | 7                                                 | 3                                                 | 32                                                | 13                                                | 31                                                | 2°                                                |                                 |                                         |                        | Rogers                        |                               |                         |                    |
| 1975-76   | TJC             | 30                                                | 16                                                | 12                                                | 2                                                 | 36                                                | 12                                                | 42                                                | 1°                                                | Ottavi di finale                | Safar Iranpak                           | 10                     | Behzadi / Vatankhah           |                               |                         |                    |
| 1976-77   | TJC             | 30                                                | 10                                                | 17                                                | 3                                                 | 25                                                | 18                                                | 37                                                | 2°                                                | Ottavi di finale                |                                         |                        | Kuonoev                       |                               |                         |                    |
| 1977-78   | TJC             | 30                                                | 14                                                | 10                                                | 6                                                 | 45                                                | 27                                                | 38                                                | 2°                                                |                                 | Alan Whittle                            | 9                      | Amirasefi                     |                               |                         |                    |
| 1978-79   | TJC             | Non completato per via della rivoluzione iraniana | Non completato per via della rivoluzione iraniana | Non completato per via della rivoluzione iraniana | Non completato per via della rivoluzione iraniana | Non completato per via della rivoluzione iraniana | Non completato per via della rivoluzione iraniana | Non completato per via della rivoluzione iraniana | Non completato per via della rivoluzione iraniana |                                 |                                         | Shahrokhi              |                               |                               |                         |                    |
| 1979-80   | Coppa Espandi   | Coppa Espandi                                     | Coppa Espandi                                     | Coppa Espandi                                     | Coppa Espandi                                     | Coppa Espandi                                     | Coppa Espandi                                     | Coppa Espandi                                     | 1°                                                |                                 |                                         | Shahrokhi              |                               |                               |                         |                    |
| 1980-81   | TFL             | Non disputato a causa della guerra Iran-Iraq      | Non disputato a causa della guerra Iran-Iraq      | Non disputato a causa della guerra Iran-Iraq      | Non disputato a causa della guerra Iran-Iraq      | Non disputato a causa della guerra Iran-Iraq      | Non disputato a causa della guerra Iran-Iraq      | Non disputato a causa della guerra Iran-Iraq      | Non disputato a causa della guerra Iran-Iraq      | Finalista THC                   |                                         | Shahrokhi              |                               |                               |                         |                    |
| 1981-82   | TFL             | 13                                                | 5                                                 | 7                                                 | 1                                                 | 19                                                | 14                                                | 17                                                | 2°                                                | Campione THC                    | Abbas Kargar                            |                        | Shahrokhi / Parvin            |                               |                         |                    |
| 1982-83   | TFL             | 17                                                | 13                                                | 4                                                 | 0                                                 | 39                                                | 5                                                 | 30                                                | 1°                                                |                                 | Ali Parvin                              | 15                     | Parvin                        |                               |                         |                    |
| 1983-84   | TFL             | 17                                                | 12                                                | 2                                                 | 3                                                 | 33                                                | 14                                                | 26                                                | 2°                                                | Nasser Mohammadkhani            | 13                                      |                        | Parvin                        |                               |                         |                    |
| 1984-85   | TFL             | Non concluso                                      | Non concluso                                      | Non concluso                                      | Non concluso                                      | Non concluso                                      | Non concluso                                      | Non concluso                                      | Non concluso                                      | Ali Parvin                      | 9                                       |                        | Parvin                        |                               |                         |                    |
| 1985-86   | TFL             | 9                                                 | 4                                                 | 2                                                 | 3                                                 | 11                                                | 11                                                | 10                                                | 5°                                                |                                 |                                         |                        | Parvin                        |                               |                         |                    |
| 1986-87   | TFL             | 8                                                 | 6                                                 | 2                                                 | 0                                                 | 16                                                | 4                                                 | 14                                                | 1°                                                | Ottavi di finale                | Campione THC                            | Farshad Pious          | Parvin                        | 7                             |                         |                    |
| 1987-88   | TFL             | 17                                                | 13                                                | 2                                                 | 2                                                 | 31                                                | 8                                                 | 28                                                | 1°                                                | Campione                        |                                         | Farshad Pious          | Parvin                        | 13                            |                         |                    |
| 1988-89   | TFL             | 15                                                | 11                                                | 4                                                 | 0                                                 | 28                                                | 7                                                 | 37                                                | 1°                                                | Semifinali                      | Turno preliminare ACC                   | Farshad Pious          | Parvin                        | 13                            |                         |                    |
| 1989-90   | QL              | 20                                                | 11                                                | 9                                                 | 0                                                 | 34                                                | 10                                                | 31                                                | 2°                                                |                                 |                                         |                        | Parvin                        |                               |                         |                    |
| 1989-90   | TFL             | 15                                                | 12                                                | 2                                                 | 1                                                 | 28                                                | 6                                                 | 26                                                | 1°                                                |                                 |                                         |                        | Parvin                        |                               |                         |                    |
| 1990-91   | TFL             | 17                                                | 13                                                | 4                                                 | 0                                                 | 34                                                | 8                                                 | 30                                                | 1°                                                | Semifinali                      | Campione ACWC                           | Farshad Pious          | Parvin                        | 16                            |                         |                    |
| 1991-92   | Prima divisione | 22                                                | 13                                                | 5                                                 | 4                                                 | 30                                                | 12                                                | 31                                                | 3°                                                | Campione                        |                                         | Farshad Pious          | Parvin                        | 11                            |                         |                    |
| 1991-92   | TFL             | 15                                                | 11                                                | 2                                                 | 2                                                 | 27                                                | 9                                                 | 24                                                | 2°                                                |                                 | Farshad Pious                           | 16                     | Parvin                        |                               |                         |                    |
| 1992-93   | Prima divisione | 14                                                | 6                                                 | 6                                                 | 2                                                 | 25                                                | 8                                                 | 18                                                | 2°                                                | Finalista ACWC                  | Finalista TSC                           | Hassan Shirmohammadi   | Parvin                        | 8                             |                         |                    |
| 1993-94   | Prima divisione | 26                                                | 10                                                | 11                                                | 5                                                 | 40                                                | 25                                                | 31                                                | 2°                                                | Quarti di finale                | Quarti di finale ACWC                   |                        |                               |                               | Parvin / Panjali        |                    |
| 1994-95   | Prima divisione | 22                                                | 14                                                | 5                                                 | 3                                                 | 53                                                | 17                                                | 33                                                | 4°                                                | Ottavi di finale                |                                         | Farshad Pious          | 20                            | Brajović / Derakhshan         |                         |                    |
| 1995-96   | Prima divisione | 30                                                | 15                                                | 12                                                | 3                                                 | 33                                                | 18                                                | 57                                                | 1°                                                | ritirata                        |                                         |                        | Gede / Poklepović             |                               |                         |                    |
| 1996-97   | Prima divisione | 30                                                | 17                                                | 8                                                 | 5                                                 | 52                                                | 24                                                | 59                                                | 1°                                                | Ritirata prima delle semifinali | Terzo posto ACC                         |                        |                               | Poklepović / Derakhshan       |                         |                    |
| 1997-98   | Prima divisione | Ritirata per impegni internazionali               | Ritirata per impegni internazionali               | Ritirata per impegni internazionali               | Ritirata per impegni internazionali               | Ritirata per impegni internazionali               | Ritirata per impegni internazionali               | Ritirata per impegni internazionali               | Ritirata per impegni internazionali               |                                 | Quarto posto ACC                        |                        |                               | Derakhshan / Matković         |                         |                    |
| 1998-99   | Prima divisione | 30                                                | 19                                                | 8                                                 | 3                                                 | 56                                                | 21                                                | 65                                                | 1°                                                | Campione                        |                                         | Edmond Bezik           | 11                            | Parvin                        |                         |                    |
| 1999-2000 | Prima divisione | 26                                                | 15                                                | 9                                                 | 2                                                 | 45                                                | 23                                                | 54                                                | 1°                                                | ritirata                        | Terzo posto ACC                         | Behnam Seraj           | 11                            | Parvin                        |                         |                    |
| 2000-01   | Prima divisione | 22                                                | 13                                                | 7                                                 | 2                                                 | 36                                                | 16                                                | 46                                                | 2°                                                | Ottavi di finale                | Terzo posto ACC                         | Behrouz Rahbarifar     | 9                             | Parvin                        |                         |                    |
| 2001-02   | IPL             | 26                                                | 13                                                | 10                                                | 3                                                 | 36                                                | 23                                                | 49                                                | 1°                                                | Quarti di finale                |                                         | Sohrab Entezari        | 9                             | Parvin                        |                         |                    |
| 2002-03   | IPL             | 26                                                | 11                                                | 11                                                | 4                                                 | 30                                                | 21                                                | 44                                                | 3°                                                | Ottavi di finale                | Fase a gironi di ACL                    | Ansarian e Rafat       | 5                             | Parvin                        |                         |                    |
| 2003-04   | IPL             | 26                                                | 10                                                | 9                                                 | 7                                                 | 42                                                | 28                                                | 39                                                | 5°                                                | Ottavi di finale                |                                         | Ali Daei               | 16                            | Begović                       |                         |                    |
| 2004-05   | IPL             | 30                                                | 16                                                | 7                                                 | 7                                                 | 43                                                | 27                                                | 55                                                | 4°                                                | Ottavi di finale                | Javad Kazemian                          | 9                      | Zobel                         |                               |                         |                    |
| 2005-06   | IPL             | 30                                                | 9                                                 | 11                                                | 10                                                | 39                                                | 40                                                | 32                                                | 13°1                                              | Finalista                       | Javad Kazemian                          | 11                     | Parvin / Haan                 | 30 330                        |                         |                    |
| 2006-07   | IPL             | 30                                                | 14                                                | 11                                                | 5                                                 | 49                                                | 33                                                | 53                                                | 3°                                                | Semifinali                      | Mehrzad Madanchi                        | 10                     | Denizli                       | 40 350                        |                         |                    |
| 2007-08   | IPL             | 34                                                | 18                                                | 11                                                | 5                                                 | 55                                                | 34                                                | 59                                                | 1°                                                | Ottavi di finale                | Mohsen Khalili                          | 18                     | Ghotbi                        | 60 380                        |                         |                    |
| 2008-09   | IPL             | 34                                                | 15                                                | 10                                                | 9                                                 | 50                                                | 41                                                | 55                                                | 5°                                                | Quarti di finale                | Ottavi di finale di ACL                 | Ibrahima Touré         | 11                            | Ghotbi / Peyrovani / Vingada  | 47 952                  |                    |
| 2009-10   | IPL             | 34                                                | 13                                                | 14                                                | 7                                                 | 46                                                | 40                                                | 53                                                | 4°                                                | Campione                        |                                         | Karim Bagheri          | 10                            | Kranjčar / Daei               | 47 826                  |                    |
| 2010-11   | IPL             | 34                                                | 17                                                | 7                                                 | 10                                                | 50                                                | 36                                                | 58                                                | 4°                                                | Campione                        | Fase a gironi di ACL                    | Mohammad Nouri         | 9                             | Daei                          | 30 769                  |                    |
| 2011-12   | IPL             | 34                                                | 10                                                | 12                                                | 12                                                | 50                                                | 54                                                | 42                                                | 12°                                               | Quarti di finale                | Ottavi di finale di ACL                 | Ali Karimi             | 11                            | Estili / Denizli              | 50 600                  |                    |
| 2012-13   | IPL             | 34                                                | 12                                                | 14                                                | 8                                                 | 41                                                | 31                                                | 50                                                | 7°                                                | Finalista                       |                                         | Karim Ansarifard       | 8                             | Manuel / Golmohammadi         | 67 980                  |                    |
| 2013-14   | IPL             | 30                                                | 16                                                | 8                                                 | 6                                                 | 34                                                | 15                                                | 55                                                | 2°                                                | Quarti di finale                | Khalatbari & Seyed-Salehi               | 6                      | Daei                          | 69 110                        |                         |                    |
| 2014-15   | IPL             | 30                                                | 9                                                 | 9                                                 | 12                                                | 31                                                | 35                                                | 36                                                | 8°                                                | Semifinali                      | Ottavi di finale di ACL                 | Mehdi Taremi           | 7                             | Daei / Derakhshan / Ivanković | 15 768                  |                    |
| 2015-16   | IPL             | 30                                                | 16                                                | 9                                                 | 5                                                 | 50                                                | 34                                                | 57                                                | 2°                                                | Quarti di finale                |                                         | Mehdi Taremi           | 16                            | Ivanković                     | 71 071                  |                    |
| 2016-17   | IPL             | 30                                                | 20                                                | 6                                                 | 4                                                 | 46                                                | 14                                                | 66                                                | 1°                                                | Trentaduesimi di finale         | Semifinali di ACL                       | Mehdi Taremi           | 18                            | Ivanković                     | 48 567                  |                    |
| 2017-18   | IPL             | 30                                                | 19                                                | 7                                                 | 4                                                 | 48                                                | 15                                                | 64                                                | 1°                                                | Quarti di finale                | Finalista                               | Supercoppa             | Ali Alipour                   | Ivanković                     | 19                      | 39 786             |
| 2018-19   | IPL             | 30                                                | 16                                                | 13                                                | 1                                                 | 36                                                | 14                                                | 61                                                | 1°                                                | Campione                        | Fase a gironi di ACL                    | Supercoppa             | Ali Alipour                   | Ivanković                     | 14                      | 40 300             |
| 2019-20   | IPL             | 30                                                | 21                                                | 4                                                 | 5                                                 | 46                                                | 17                                                | 67                                                | 1°                                                | Semifinali                      | Finalista                               | Supercoppa             | Ali Alipour                   | 12                            | Calderón / Golmohammadi | 27 556             |
| 2020-21   | IPL             | 30                                                | 19                                                | 10                                                | 1                                                 | 47                                                | 14                                                | 67                                                | 1°                                                | Quarti di finale                | Quarti di finale                        | Supercoppa             | Ahmad Nourollahi              | 10                            | Golmohammadi            |                    |
| 2021-22   | IPL             | 30                                                | 18                                                | 9                                                 | 3                                                 | 44                                                | 21                                                | 63                                                | 2°                                                | Quarti di finale                | vedi annata seguente                    | 2º posto in Supercoppa | Mehdi Abdi                    | 7                             | Golmohammadi            | 11 000             |
| 2022-23   | IPL             | 30                                                | 20                                                | 6                                                 | 4                                                 | 46                                                | 13                                                | 66                                                | 1°                                                | Campione                        | Squalificato                            |                        | Mehdi Torabi                  | 7                             | Golmohammadi            | 23 111             |
| 2023-24   | IPL             | 30                                                | 20                                                | 8                                                 | 2                                                 | 45                                                | 18                                                | 68                                                | 1°                                                | Ottavi di finale                | Fase a gironi di ACL                    | Supercoppa             |                               |                               | Golmohammadi / Loss     | 80 000             |

Note:

1 Peggiore performance da vincitore del campionato per il Persepolis

### Legenda
- G = Giocate
- V = Vinte
- N = Nulle
- P = Perse
- RF = Reti fatte
- RS = Reti subite
- Pt. = Punti
- Pos = Posizione finale
- ACCQ = Qualificazione al Campionato d'Asia per club
- ACC = Campionato d'Asia per club
- ACWC = Coppa delle Coppe AFC
- ACL = AFC Champions League
- Loc = campionato locale
- TJC = Coppa del Trono di Jamshid
- TFL = Campionato provinciale di Teheran
- THC = Coppa Hazfi di Teheran
- TSC = Supercoppa di Teheran
- QL = Campionato Qods
- Prima divisione = Lega Azadegan
- IPL = Iran Pro League
- Supercoppa = Supercoppa d'Iran

| Campioni | Secondo classificato | Terzo classificato | Quarto classificato | Non qualificato | non disputato | Capocannoniere della competizione |

## Calciatori
Hossein Abdi fu uno dei capitani del club negli anni novanta.

## Palmarès

### Competizioni nazionali
- Campionato iraniano: 16  (record)

1971-1972, 1973-1974, 1975-1976, 1995-1996, 1996-1997, 1998-1999, 1999-2000, 2001-2002, 2007-2008, 2016-2017, 2017-2018, 2018-2019, 2019-2020, 2020-2021, 2022-2023, 2023-2024
- Coppa dell'Iran: 7

1986-1987, 1990-1991, 1998-1999, 2009-2010, 2010-2011, 2018-2019, 2022-2023
- Supercoppa dell'Iran: 5  (record)

2017, 2018, 2019, 2020, 2023
- Coppa del Trono di Jamshid: 2

1973-1974, 1975-1976
- Coppa Shahid Espandi: 1

1979

### Competizioni regionali
- Campionato provinciale di Teheran: 6

1982, 1984, 1986, 1987, 1988, 1989
- Supercoppa di Teheran: 1

1992
- Coppa Hazfi di Teheran: 3

1979, 1982, 1987

### Competizioni internazionali
- Coppe delle Coppe dell'AFC: 1 (record iraniano)

1990-1991

## Organico

### Rosa 2020-2021
Aggiornata al 14 dicembre 2020.
| N. |                 | Ruolo | Calciatore                |
| -- | --------------- | ----- | ------------------------- |
| 2  | Iran (bandiera) | C     | Omid Alishah              |
| 4  | Iran (bandiera) | D     | Jalal Hosseini (capitano) |
| 5  | Iraq (bandiera) | C     | Bashar Resan              |
| 6  | Iran (bandiera) | D     | Hossein Kanaanizadegan    |
| 8  | Iran (bandiera) | C     | Ahmad Nourollahi          |
| 9  | Iran (bandiera) | A     | Mohammad Mehdi Mehdikhani |
| 10 | Iran (bandiera) | C     | Milad Sarlak              |
| 11 | Iran (bandiera) | C     | Kamal Kamyabinia          |
| 14 | Iran (bandiera) | A     | Ehsan Pahlavan            |
| 15 | Iran (bandiera) | D     | Mohammad Ansari           |
| 16 | Iran (bandiera) | A     | Mehdi Abdi                |
| 17 | Iran (bandiera) | D     | Mehdi Shiri               |
| 18 | Iran (bandiera) | C     | Mohammad Sharifi          |

| N. |                   | Ruolo | Calciatore            |
| -- | ----------------- | ----- | --------------------- |
| 19 | Iran (bandiera)   | A     | Vahid Amiri           |
| 23 | Iran (bandiera)   | A     | Ali Shojaei           |
| 25 | Iran (bandiera)   | A     | Aria Barzegar         |
| 26 | Iran (bandiera)   | C     | Saeid Hosseinpour     |
| 33 | Iran (bandiera)   | D     | Sina Mahdavi          |
| 34 | Iran (bandiera)   | P     | Amir Mohammad Yousefi |
| 36 | Iran (bandiera)   | A     | Arman Ramezani        |
| 38 | Iran (bandiera)   | D     | Ehsan Hosseini        |
| 72 | Iran (bandiera)   | A     | Issa Alekasir         |
| 77 | Iran (bandiera)   | D     | Saeid Aghaei          |
| 88 | Iran (bandiera)   | C     | Siamak Nemati         |
|    | Iran (bandiera)   | P     | Hamed Lak             |
|    | Russia (bandiera) | C     | Oston Urunov          |